# 55-та дивізія морської піхоти (СРСР)
55-та Мозирська Червонопрапорна дивізія морської піхоти (55 ДМП, в/ч 13140) — з'єднання військ морської піхоти ВМФ СРСР чисельністю у дивізію, що існувало у 1966—1992 роках. Дивізія входила до складу Тихоокеанського флоту.
Після розпаду СРСР у 1992 році перейшла до складу Збройних сил Російської Федерації.

## Історія
55-та дивізія морської піхоти створена через ескалацію напруженості у відносинах з КНР у 1968 році. За період 1968—1995 років морські піхотинці 55-ї дивізії несли службу в зоні Тихого і Індійського океанів: сприяли збройним силам НДР Ємен, проводили спільні навчання зі збройними силами Ефіопії та В'єтнаму, відвідували Ірак, Іран, Індію, Мальдівські та Сейшельські острови та інші країни.
Після розпаду СРСР у 1992 році перейшла до складу Збройних сил Російської Федерації.